# صلاح الدين التجاني
صلاح الدين محمود أبو طالب التجاني، هو أحد شيوخ الطريقة التيجانية حسب بعض المصادر فإنه كان أحد مشايخ الطريقة التيجانية في مصر، حتى فُصل منها عام 2000 بقرار من الشيخ محمد الحافظ التيجاني، بعد عدد من المحاولات للسطيرة على الطريقة، ثم دشن طريقته الخاصة التي اسماها «الصلاحية التيجانية الجديدة»، وبنى لها مقامًا وضريحًا في منطقة إمبابة باسم «الزاوية التيجانية»، وأصبح له العديد من المريدين والأتباع، من بينهم مشاهير وفنانين وكُتاب.

## النشأة
ولد يوم الخميس 25 من شهر ذي القعدة سنة 1377 هـ الموافق 12 يونيو 1956 م. جده كان عالماً فقيهاً ووالده كان من علماء الأزهر. تنقل في طلب العلم بين مصر ومكة والمدينة والأحساء والمغرب، فسمع الحديث وأخذ الفقه والأصول والقراءات وعلوم اللغة والتصوف عن علماء تلك البلدان، ثم أخذ الطريقة التيجانية وعمره 18 عاماً، وشرع في بناء زاويته وعمره 20 عاماً.[هل المصدر موثوق به؟]

## تأسيسه الطريقة الصلاحية التيجانية
في عام 2000، فصل الشيخ محمد الحافظ التجاني صلاح الدين التجاني من الطريقة التيجانية الصوفية، بعد اتهام الثاني بمحاولة الانقلاب على الأول وأخذ الطريقة منه، وعليه بدأ صلاح الدين التجاني في تأسيس ما يسمى بـ"الطريقة الصلاحية التجانية الجديدة"، ومقرها في إمبابة. بدأ بعدها الاتجاه إلى تقديم أوراق اعتماد طريقته للمجلس الأعلى للطرق الصوفية، ولكن مشيخة الطرق الصوفية رفضت الأوراق وفرضت عليه الاعتذار، إلا أنه أصر على نشر فكره وطريقته الجديدة. حيث أنشأ ضريحًا ومقامًا بمنطقة إمبابة عُرفت باسم "الزاوية التيجانية".بينما رفضت المشيخة العامة للطرق الصوفية في 2017 اعتماد الطريقة التيجانية الجديدة بسبب ما وصفته بأنها مخالفة للأعراف الصوفية. بينما أصبح له العديد من المريدين والأتباع، من بينهم مشاهير وفنانين وكُتاب.

## انتقادات

### الخلاف مع الطرق الصوفية المصرية
حسب بعض المصادر فإن صلاح الدين التيجاني كان أحد مشايخ الطريقة التيجانية في مصر، حتى فُصل منها عام 2000 بقرار من الشيخ محمد الحافظ التيجاني، بعد عدد من المحاولات للسيطرة على الطريقة، ونسبها لنفسها باسم «الطريقة الصلاحية التجانية الجديدة». في 19 يوليو 2017، أصدرَت المشيخة العامة للطرق الصوفية قرارها الذي تؤكّد فيه رفض طريقة صلاح الدين التيجاني، وأن هذا يعتبر خروجًا عن الطريقة «الأم» وسلوكًا لا يليق بالصوفية ومخالفًا لقانون 118 لسنة 1976 الخاص بالطرق الصوفية.
في بيان نشرته الزاوية التجانية الكبرى بمصر تبرأت مشيخة الطرق التيجانية من  صلاح الدين التيجاني، ووصفته بـ «مسلم عامي غير عالم»، وأضافت «فضلًا عن أنَّ يدعي المشيخة ويزعم لنفسه الدرجة العليا ؛ الذي يغرر بأشبال المسلمين غير الفاهمين في منطقة إمبابة، ويزعم أنه يحمل لواء الطريقة التجانية، والطريقة منه براء مادام يدور في دائرة الشبهات، وتدور حوله الشائعات».

### اتهامات ومتابعات
في 2004، اتهم التيجاني بمعاشرة سيدة داخل أحد المساجد الذي يتردد عليه، وقد اتخذت الإجراءات القانونية اللازمة حياله وقتها، وأحيلت قضيته آنذاك إلى النيابة العامة المختصة حسب تصريحات دفاع الفتاة التي اتهمت التيجاني بالتحرش في 2024.
في 2024، اتهم بتأسيس «جماعة دينية على خلاف أحكام القانون في مصر، أطلق عليها اسم "الطريقة الصلاحية التيجانية الجديدة». وأعلنت مؤسسة "قضايا المرأة المصرية"، تلقيها ثلاث شكاوى من نساء تتهم الشيخ بالتحرش الجنسي عبر الوسائل الإلكترونية . كما أعلن المجلس القومي للمرأة، تقدمه ببلاغ للنائب العام ضد التيجاني، عقب رصد مكتب شكاوى المرأة بالمجلس منشور فتاة تسرد تفاصيل تعرضها لانتهاكات جنسية من الشيخ المشكو في حقه، علاوة على منشورات مماثلة لثلاث فتيات ضد نفس الشخص على مواقع التواصل الاجتماعي.
في 21 سبتمبر 2024، أصدرت نيابة شمال الجيزة قرارًا بحبس التيجاني لمدة 4 أيام على ذمة التحقيق في قضية تحرش بسيدة أجنبية تُدعى «خديجة»، و3 أخريات، من خلال إرسال رسائل غير لائقة عبر حسابها على موقع التواصل الاجتماعي. وقد أعلنت وزارة الداخلية المصرية، عبر حسابها الرسمي على منصة إكس، عن كشف ملابسات واقعة اتهام سيدة لـ"شيخ طريقي" بالتحرش عبر الإنترنت، نافيةً تقدمها ببلاغ رسمي. في حين نفى التيجاني بشكل قاطع جميع الاتهامات الموجهة إليه، ووصف ما انتشر في وسائل التواصل الاجتماعي بأنه افتراء محض، كما نفى بشدة اتهامات الشابة خديجة خالد بالتحرش الجنسي، مدعيا أنها تعاني من اضطرابات نفسية وأن ادعاءاتها لا أساس لها من الصحة. كما التيجاني ببلاغ للأجهزة الأمنية بمديرية أمن الجيزة ضد الشابة ووالدها متهماً إياهما بالتشهير والإساءة لسمعته. ووفقًا لجريدة مصر الآن أن الفتاة التي قدمت الاتهام « تعاني من ظروف نفسية وصحية معقدة»
وقد أُخلي سبيله مساءً بكفالة 50 ألف جنيه مصري.
في 27 فبراير 2025، قررت النيابة العامة المصرية حفظ البلاغ المقدم ضده والذي اتهمته فيه بفتاة تُدعى "خديجة" بالتحرش؛ لعدم كفاية الأدلّة، واحتمال فبركة بعض الصور، وفقًا لدفاع التيجاني، باستخدام برامج تعديل الصور.

### آراء
صرح نظير عياد، مفتي الجمهورية، إن دار الإفتاء المصرية لم تمنح المدعو صلاح الدين التيجاني، تصريحًا بالإفتاء. وأضاف:«هذه أول مرة أسمع عن هذا الرجل، والدار ليست مسؤولة عن ما يدعيه».
علق عمرو أديب، خلال برنامجه «الحكاية» عبر قناة «إم بي سي مصر» بأن الشيخ «غير سوي ومتحرش».
كتب عباس شومان، الأمين العام لهيئة كبار العلماء وعضو مجمع البحوث الإسلامية، عبر حسابه على الفيسبوك، معلقا على الجدل الذي أثير مؤخرًا (2024) حول صلاح الدين التيجاني: «أين عقولكم أيها الخلق؟، هذا الهبل المنتشر على مواقع التواصل من مخابيل يزعمون أن محبتهم كفيلة بدخول المحبين الجنة وجلب الرزق.. كذب وإضلال للناس».

## شيوخه
حسب ما يذكره صلاح الدين التيجاني، أنه درس على يد عدد من المشايخ، منهم:
- جده أبو طالب بن عبد الله التجاني؛ سمع منه المسلسلات، وقرأ عليه جمع الجوامع للسبكي، وأجازه إجازة عامة.
- والده محمود أبو طالب عبد الله التجاني؛ سمع منه المسلسلات، وقرأ عليه الكتب الستة وكتاب العمدة وكتاب المغني لابن قدامة، وأجازه إجازة عامة.
- محمد الحافظ بن عبد اللطيف التجاني؛ سمع منه المسلسلات، وقرأ عليه الموطأ، وأجازه إجازة عامة وإجازة تقديم في الطريقة التجانية.
- محمد ياسين الفاداني؛ سمع منه المسلسلات، وقرأ عليه صحيح البخاري وكتاب اللؤلؤ والمرجان، وأجازه إجازة عامة.
- السيد علوي بن عباس المالكي؛ سمع منه بمكة الأوائل السنبلية، وأجازه إجازة عامة.
- إدريس بن العابد العراقي؛ سمع منه المسلسلات، وأوائل الكتب الستة والموطأ ومسند الإمام أحمد ومسند الإمام أبي حنيفة، وأجازه إجازة عامة وإجازة تقديم في الطريقة التجانية.
- عبدالله بن الصديق الغماري؛ سمع منه المسلسلات، وقرأ عليه صحيح البخاري، وعشرين حديثاً من أول الجامع الكبير للسيوطي، وأجازه إجازة عامة.
- محمد زكريا بن محمد يحيى الكاندهلوي؛ سمع منه بالمدينة الموطأ وسنن أبي داود وسنن الترمذي، وأوائل الصحيحين ومسند أحمد ومسند أبي حنيفة، وقرأ عليه سنن ابن ماجة والمطالب العالية، وأجازه إجازة عامة.
- محمد بن إبراهيم آل الشيخ مبارك الأحسائي؛ قرأ عليه الموطأ، والشرح الصغير على أقرب المسالك، والشرح الكبير على مختصر خليل، وألفية ابن مالك، وأجازه إجازة عامة.
- عبد السلام النابلسي؛ درس عليه المذهب الشافعي مدة إقامته في الأحساء.
- أبو بكر الحنبلي الأحسائي؛ درس عليه المذهب الحنبلي مدة إقامته في الأحساء.
- أحمد بن محمد الدهلوي الصغير؛ درس عليه المذهب الحنفي مدة إقامته في المدينة المنورة.
- زين بن إبراهيم بن سميط؛ قرأ عليه المنهاج في الفقه الشافعي، وأجازه إجازة عامة.
- محمد نجيب المطيعي؛ قرأ عليه كتاب المجموع للإمام النووي، وأجازه إجازة عامة.
- محمد بن أبي بكر الملا الأحسائي؛ قرأ عليه كتاب فتح القدير لابن الهمام الحنفي، وأجازه إجازة عامة.
- عبدالفتاح أبو غدة؛ قرأ عليه كتاب رد المحتار لابن عابدين، وأجازه إجازة عامة.
- أحمد طه ريان؛ قرأ عليه كتاب الشرح الصغير للدردير، وأجازه إجازة عامة.
- محمد حماسة عبداللطيف؛ قرأ عليه شرح الأشموني على ألفية ابن مالك.
- إبراهيم صالح النيجيري الحسيني؛ سمع منه المسلسلات، وأجازه إجازة عامة وإجازة تقديم في الطريقة التجانية.
- محمد عبد الهادي العجيل؛ سمع منه المسلسلات، وأجازه إجازة عامة وإجازة تقديم في الطريقة التجانية.
- محمد الطيب بن أحمد التماسيني؛ أجازه في الطريقة التجانية.
- بنسالم بن محمد الكبير بن البشير حفيد سيدي أحمد التجاني؛ أجازه إجازة في الطريقة التجانية.
- محمد إسماعيل الهمداني؛ قرأ عليه القراءات العشر من طيبة النشر.
- أحمد عبدالعزيز الزيات؛ قرأ عليه القراءات العشر من طيبة النشر.
- بكري بن عبدالمجيد الطرابيشي؛ قرأ عليه القراءات السبع من طريق الشاطبية.
- عبدالباسط هاشم؛ قرأ عليه القراءات الأربع الزائدة على العشر.

## مؤلفاته
له عدد من المؤلفات بين مطبوعة ومخطوطة، منها:
التصوف
- الكنز في المسائل الصوفية، الهيئة المصرية العامة للكتاب الطبعة الأولى: 1998 م (ردمك 9770160075)، الطبعة الثانية: 2008 م
- المحاريب (سلسلة التراث) ، الهيئة المصرية العامة للكتاب، 2002 م
- عين الحياة، مكتبة القاهرة، 2006 م
- مواكب الحب ، 2005 م، هلا للنشر والتوزيع، 2007، (ردمك 9773562239)
- زبدة الفتوحات المكية، الهيئة المصرية العامة للكتاب،2006 م
- التنزلات الإلهية، دار بتانة للنشر والتوزيع، 2017 م
- دقائق الحقائق، الرابطة التجانية العالمية، 2019 م

علوم القرآن
- النجوم السائرة في القراءات العشر المتواترة، الهيئة المصرية العامة للكتاب، 2000 م
- اللؤلؤ والمرجان في تفسير السنة للقرآن [في ثلاثة أجزاء]
- تفسير القرآن الكريم للنشئ (6 أجزاء)، دار هلا
- التفسير الكبير المسمى كنوز القرآن [صدر منه 4 أجزاء حتى الآن]

الحديث
- جوامع الكلم من أحاديث سيد العرب والجمع،الطبعة الأولى: الهيئة المصرية العامة للكتاب، 1999 م
- الدرر السنية في الأربعين حديثاً التجانية
- البصائر [وهو الناسخ والمنسوخ في الحديث الشريف]
- الأنفاس من أحاديث سيد الناس (صدر في جزأين عن سلسلة التراث في الهيئة المصرية العامة للكتاب ، 2007 م
- الأحاديث المتواترة
- مختصر جامع الأحاديث للسيوطي (صدر في جزأين عن سلسلة المختصرات التراثية بالهيئة المصرية العامة للكتاب سنة2008 م)
- تيسير الوصول لأنفاس الرسول، دار بتانة، 2017 م
- بحر الحب
- الفضل العظيم، الرابطة التجانية العالمية، 2019 م

الفقه
- القبس في معرفة الطاهر والنجس
- غرائب الرغائب
- غاية المكارم في حد العورة والمحارم
- تنبيه السمع في أحكام القصر والجمع
- النور الفائض في علم الفرائض
- النسائم في معرفة الفيء والغنائم
- القواعد الفقهية
- وصدرت هذه الرسائل مجتمعة في كتاب كنوز الفقه.

اللغة
- كنوز البلاغة
- شرح ديوان ابن الفارض

الشمائل المحمدية
- أنا محمد وأنا أحمد [شرح للحقيقة المحمدية في جزأين]
- الخصائص النبوية، الرابطة التجانية العالمية، 2020 م

العقيدة
- النور في عقيدة الأكابر
- الياقوتة الفريدة في التوحيد والعقيدة (صدرت ملحقة بكتاب المحاريب عن الهيئة المصرية العامة للكتاب، 2002

الطريقة التجانية
- كشف الغيوم عن بعض أسرار القطب المكتوم، دار التيسير للطبع والنشر، 1999 م
- الطريقة التجانية المباركة (طبعة خاصة)
- النور في الطريقة التجانية،مكتبة القاهرة، 2006 م
- الرحيق المختوم في طريقة القطب المكتوم، 2021 م